# Watts Writers Workshop

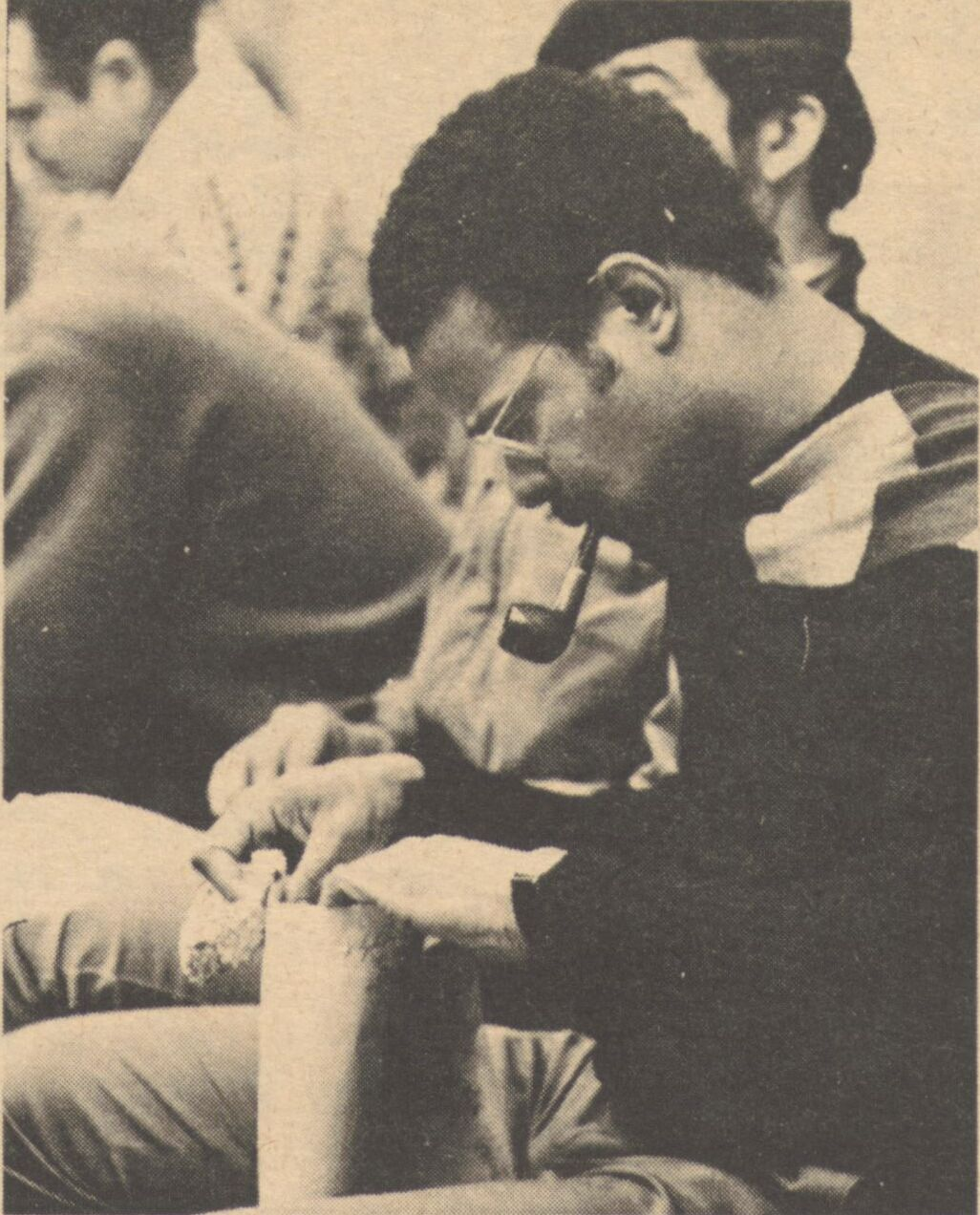
Le poète K. Curtis Lyler du Watts Writers Workshop.

Le Watts Writers Workshop était un atelier d'écriture créé par le scénariste Budd Schulberg à la suite des émeutes de Watts en août 1965 à Los Angeles. Schulberg a dit : « Je voulais aider à mon petit niveau, la seule chose que je connaissais c'était l'écriture, alors j'ai décidé de créer un atelier d'écriture ». L'atelier a été actif de 1965 à 1973 et était principalement composé de jeunes afro-américains de Watts et des quartiers alentour. Au début l'atelier incluait aussi une troupe de théâtre qui travaillait avec l'acteur Yaphet Kotto. Le groupe a été aidé dans son développement par les fonds de la Fondation Rockefeller. Des archives déclassifiées du FBI révèlent que le Watts Writers Workshop a été la cible d'opération de surveillance du FBI. Les écrivains notables qui sont passés par l'atelier sont : Quincy Troupe, Johnie Scott, Eric Priestley, Ojenke, Herbert Simmons, Louise Meriwether et Wanda Coleman, ainsi que le groupe de poètes et musiciens The Watts Prophets.

## Histoire
Le Watts Writers Workshop a commencé en septembre 1965. Les membres fondateurs étaient : Ernest Mayhand, Leumas Sirrah, James Thomas Jackson, Birdell Chew Moore, Sonora McKeller, Jimmy Sherman, Johnie Scott, Guadelupe de Saavedra, Harley Mims, Eric Priestley, Alvin Saxon Jr. (Ojenke), Ryan Vallejo Kennedy et Blossom Powe. 
Le 16 août 1966 l'atelier a été le sujet d'un documentaire d'une heure de la NBC nommé The Angry Voices of Watts, ce documentaire a attiré l'attention de grands noms de la littérature américaine tel que James Baldwin, John Steinbeck, Richard Burton, Steve Allen, Abbey Lincoln, Ira Gershwin et le sénateur Robert F. Kennedy. En 1967 paraissent deux anthologies des écrits produits par l'atelier, elles sont éditées par Schulberg : From the Ashes: Voices of Watts et The Watts Writers Workshop. En 1968, Watts Poets - A Book of New Poetry & Essays a été édité par Quincy Troupe.
Le National Endowment for the Arts (NEA) a offert une récompense de 25 000 $ pour permettre au groupe d'avoir un espace de rencontre pour ses travaux d'écriture.  Il a aussi permis de loger certains membres de l'atelier.  Un an plus tard c'est à nouveau une somme de 25 000 $ qui est attribuée à l'atelier. En 1972, Sue Baker (une personnalité de la télévision américaine) organise l'apprentissage d'une danse de rue appelée Campbellocking avec la section théâtre de l'atelier.  Se forme alors un des premiers groupes de danse de rue qui se nommeront « Creative Generation ». Le groupe était composé de plusieurs danseurs locaux qui deviendront populaires en passant à l'émission Soul Train.
Harry Dolan, le directeur du Watts Writers Workshop, a essayé malgré la perte de la subvention fédérale de maintenir l'atelier grâce à un dîner de charité en avril 1973 mais le bâtiment de l'atelier ainsi que son théâtre de 350 places sont brûlés et détruits par Darthard Perry un informateur du FBI qui confessera ses activités à partir de 1975.